# Linda Setschiri
Linda Setschiri (bulgarisch Линда Зечири; * 27. Juli 1987 in Sofia, Bulgarien, englische Transkription Linda Zechiri) ist eine bulgarische Badmintonspielerin.

## Karriere
Linda Setschiri konnte bisher noch keinen nationalen Titel in Bulgarien gewinnen, ist aber eine der international aktivsten Spielerinnen ihres Landes. So konnte sie zum Beispiel die Norwegian International, die Slovenian International und die Bulgarian International gewinnen. 2005, 2006, 2007, 2009, 2010 und 2011 nahm sie an den Badminton-Weltmeisterschaften teil. Sie gewann Bronze im Dameneinzel bei den Europameisterschaften 2012 in Karlskrona. Bei den Portugal International kam sie im Dameneinzel auf den 2. Platz.

## Sportliche Erfolge
| Saison | Veranstaltung                 | Platz          |
| ------ | ----------------------------- | -------------- |
| 2008   | Slovenian International       | 1              |
| 2012   | Badminton-Europameisterschaft | Halbfinalistin |
| 2012   | Portugal International        | 2              |
| 2012   | Norwegian International       | 2              |
| 2013   | Greece International          | 1              |
| 2014   | Greece International          | 1              |
| 2015   | Iran Fajr International       | 1              |